# Ruisseau de Mialet
Le ruisseau de Trébans ou ruisseau de Mialet ou  Ruisseau du Bourg est une  rivière du sud de la France du département de l'Aveyron et un sous-affluent de la Garonne par le Tarn.

## Géographie
De 11,6 km de longueur, il prend sa source dans le Lévézou, près du Puech del Pal commune de Sévérac d'Aveyron, dans le département de l'Aveyron sous le nom de ruisseau de Mialet, puis prend le nom de ruisseau de Trébans et se jette dans le Tarn rive droite sur la commune de Rivière-sur-Tarn, au lieu-dit Boyne sous le nom de ruisseau du Bourg.

### Communes et cantons traversés
- Aveyron : Sévérac d'Aveyron, Verrières, Rivière-sur-Tarn.

## Principaux affluents
- Le Gaujac (3,3 km)
- Le Font Frège (3,6 km)
- Le Pas du Loup (5,8 km)
- Le Pourcaresse (3,1 km)